# 陳謨 (嘉靖壬戌進士)
陳謨（？—？），字子嘉，號正菴，湖廣黃州府麻城縣人，民籍，明朝政治人物。

## 生平
嘉靖三十七年（1558年）戊午科湖廣鄉試第五名舉人。嘉靖四十一年（1562年）中式壬戌科會試第二百九十二名，三甲第一百二十三名進士。授四川富顺县知县。

## 家族
曾祖陳孟春；祖父陳珂；父陳仲載，母柴氏。慈侍下。弟陳諫。